# Landschaftsschutzgebiet Seitenbach der Glimke am Pecherhof
Das Gebiet „Seitenbach der Glimke am Pecherhof“ ist ein seit 2005 durch den Kreis Lippe als unterste Naturschutzbehörde ausgewiesenes Landschaftsschutzgebiet im Norden der lippischen Stadt Bad Salzuflen in Nordrhein-Westfalen in Deutschland.

## Lage
Das rund acht Hektar große Landschaftsschutzgebiet Seitenbach der Glimke am Pecherhof gehört naturräumlich zum Lipper Bergland. Es liegt östlich des Bad Salzufler Ortsteils Wüsten, zwischen den Ortsteilen Pillenbruch im Norden und Voßhagen im Süden, auf einer Höhe zwischen 185 und 220 m ü. NHN.

## Beschreibung
Das Schutzgebiet umfasst einen etwa 1300 Meter langen Quellzufluss, der bei Haus Pillenbrucher Straße 32a in die Glimke mündet. Es ist durch Acker-, Grünland- und Brachflächen sowie einen bachbegleitenden Gehölzgürtel geprägt.

## Schutzzweck
Wesentlicher Schutzzweck ist die Erhaltung „eines Bachsystems mit deutlich ausgeprägten Siekrandstufen als aquatischer Lebensraum“ für Amphibien, Fische, Wasserinsekten und Vögel.

## Fauna und Flora

### Flora
- Birken
- Erlen
- Pappeln